# 细毛兔唇螺
细毛兔唇螺（学名：Japonia tenuipilis）为环口螺科的动物，是中国的特有物种。本物種舊屬兔唇螺属，今屬東洋蝸牛屬。分布于湖北各地、湖北西北山区等地，生活环境为陆地，一般栖息于阴暗潮湿多腐殖质的灌木草丛中以及石块落叶下或腐木枯枝上。